# Manu Leguineche
Manuel Ángel Leguineche Bollar (Arratzu, Biscaia, 21 de setembre de 1941 - Madrid, 22 de gener de 2014) va ser un periodista, escriptor, corresponsal i viatger espanyol.

## Biografia
Destacat reporter, va tenir ocasió de presenciar i transmetre algunes de les crisis i conflictes bèl·lics més destacats del segle xx. Va iniciar la seva trajectòria professional en el setmanari Gran Vía de Bilbao. Amb posterioritat, va treballar com a corresponsal i enviat especial al diari El Norte de Castella -quan n'era director Miguel Delibes-, així com a Televisió Espanyola. Va fundar les agències de notícies Colpisa i Fax Press i és autor de nombrosos llibres.
Les seves experiències van abastar des de la revolució d'Algèria, en 1961, fins a la guerra entre l'Índia i Pakistan (1965), la Guerra de Vietnam, del Líban, Afganistan, Bangladeix o Nicaragua sandinista en 1978.
Els últims anys de la seva vida els va passar retirat en la localitat de Brihuega (província de Guadalajara). Va rebre diversos guardons com el Premi Nacional de Periodisme, Pluma d'or, Cirilo Rodríguez, Ortega y Gasset, Godó i Julio Camba, entre d'altres.

## Llibres publicats
- Actor y general (1965)
- Raphael (1972)
- Díez-Alegría: jesuita prohibido (1973)
- Portugal: la revolución rota (1975)
- Los Palestinos atacan: de Monte Scopus 1948 a Madrid 1975 (1975) (coescrito con David Solar)
- El camino más corto (1979)
- Los topos (1979) (coescrito con Jesús Torbado)
- La Tribu (1981)
- El Estado del golpe (1982)
- Los hechos políticos del siglo XX' (1982)
- La destrucción de Gandhi (1983)
- Sobre el volcán (1985)
- La guerra de todos nosotros (1985)
- La vuelta al mundo en 81 días (1988)
- Filipinas es mi jardín (1989)
- La primavera del Este: 1917-1990, la caída del comunismo en la otra Europa (1990)
- Uganda (1990)
- La ley del mus (1992)
- En el nombre de Dios: el Islam militante, los árabes, las guerras del Golfo (1992)
- Yugoslavia kaputt (1992)
- Apocalipsis Mao (1993)
- Siglo XX, los grandes hechos (1995)
- Los años de la infamia: una crónica de Manuel Leguineche sobre la II Guerra Mundial (1995)
- 25 años de escopeta y pluma (1995) (amb Miguel Delibes i Néstor Luján)
- El precio del paraíso (1995)
- Los ángeles perdidos (1996)
- El viaje prodigioso:900 años de la primera cruzada  (1996) (amb María Antonia Velasco)
- Annual 1921: el desastre de España en el Rif (1997) X
- Adiós, Hong Kong (1997)
- Athletic 100, conversaciones en "La Catedral" (1998) (amb Patxo Unzueta i Santiago Segurola)
- Yo pondré la guerra (1998)
- Javier Bauluz: Sombras en combate (1999) (amb Maruja Torres)
- Hotel Nirvana (1999)
- Yo te diré (la verdadera historia de los últimos de Filipinas) (1999)
- Mus visto (2000)
- La tierra de Oz: Australia vista desde Darwin hasta Sidney (2000)
- Belice (2000) (junto con Joan Costa)
- Brasil, el hombre que veía demasiado (2000)
- La felicidad de la tierra (2001)
- Recordad Pearl Harbor (2001)
- Los ojos de la guerra (2001) (amb Gervasio Sánchez Fernández)
- Recordad Manhattan: el 11 de septiembre, Afganistán, la guerra (2001)
- Gibraltar (2002)
- Madre Volga (2003)
- La letra de los ríos (2003) (varios autores)
- El último explorador: la vida de Wilfred Thesiger (2004)
- El club de los faltos de cariño (2007)

## Premis
- Premio Nacional de Periodismo (1980)
- Pluma de Oro
- Premi Cirilo Rodríguez
- Premi Godó
- Premi Julio Camba
- Premi Ortega y Gasset (1991)
- Premi Espasa d'Assaig (1996)
- Premio Su Peso En Miel (2004)
- Medalla de l'Orde del Mèrit Constitucional (2007)
- Premi Periodistas Vascos (2007)
- Premi Euskadi (2008) per El club de los faltos de cariño
- Distinció Lan Onari atorgada en 2010 pel Govern basc.